# Постмасбург
Постмасбург (англ. Postmasburg) — город в пустыне Калахари, Северо-Капской провинции, ЮАР, получивший статус муниципалитета в 1936 году. По данным на 2010 год население в городе составляет 30089 человек.

## История
Изначально на территории города располагалась лондонское миссионерское общество «Сибилинг», затем здесь была основана деревня Блинклип. Деревня была провозглашена городом 6 июня 1892 года и была названа в честь основателя Реформатских церквей в Южной Африке Дирка Постмы. В 1930 году была проведена железнодорожная линия Кимберли—Постмасбург. Город получил статус муниципалитета в 1936 году.
В пяти километрах к северу от Постмасбурга находится шахта Гаткоппис, которая является центром археологических раскопок. По данным археологов, в этой шахте койсаны добывали полезные ископаемые в районе VIII века н. э.

## Экономика
Город является центром добычи гематитовой железной руды, марганца и алмазов, в районе города находится очень крупное месторождение марганца, большую часть добычи берет на себя компания Anglo American.